# Platypodanthera
Platypodanthera là một chi thực vật có hoa trong họ Cúc (Asteraceae).

## Loài
Chi Platypodanthera gồm các loài: